# Congresso de Hanôver
O Congresso de Hanôver do Partido Social-Democrata da Alemanha foi realizado de 9 a 14 de outubro de 1899 em Hanôver, Prússia (atual Alemanha). No que se refere à questão principal da ordem-do-dia - "Ataques contra as ideias fundamentais e a tática do Partido" -, o Congresso se pronunciou contra as opiniões revisionistas de Eduard Bernstein sobre o marxismo, sendo célebre, ainda hoje, o discurso da revolucionária Rosa Luxemburgo. Bernstein, que havia sido próximo de Karl Marx e Friedrich Engels, agora defendia que o partido deveria deixar de ser partido de revolução social e transformar-se em partido democrático de reformas sociais.
O relatório oficial sobre o assunto foi apresentado por August Bebel e apoiado pela grande maioria do Congresso, incluindo os apoiadores de Bernstein. Vladimir Lênin explicou, em Que Fazer?, que este apoio veio da incapacidade da resolução de criticar e denunciar o bernsteinismo: “Do ponto de vista dos interesses do partido alemão, pode-se discutir a oportunidade desta diplomacia e perguntar se, neste caso, um mau acordo vale mais do que uma boa discussão".